# Мендес, Армандо
Армандо Хесус Мендес Алькорта (исп. Armando Jesús “Chiri” Mendez Alcorta; род. 31 марта 1996, Уругвай) — уругвайский футболист, защитник клуба «Ньюэллс Олд Бойз».

## Клубная карьера
Мендес — воспитанник клубов «Пеньяроль», «Ривер Плейт Монтевидео» и «Насьональ». В 2018 году игрок был включён в заявку на сезон последних и сразу же был отдан в аренду в «Феникс». 12 августа в матче против «Прогресо» он дебютировал в уругвайской Примере. Летом 2019 года после окончания аренды Мендес вернулся в «Насьональ». 25 августа в матче против «Хувентуд Лас-Пьедрас» он дебютировал за основной состав. 16 сентября в поединке против «Ливерпуля» Армандо забил свой первый гол за «Насьональ». В составе клуба игрок дважды выиграл чемпионат.
В начале 2022 года Мендес был арендован аргентинским «Ньюэллс Олд Бойз». 11 февраля в матче против «Дефенса и Хустисия» он дебютировал в аргентинской Примере. 30 июня 2023 года в поединке Южноамериканского кубка против чилийского «Аудакс Итальяно» Армандо забил свой первый гол за «Ньюэллс Олд Бойз». 

## Достижения
Клубные
 «Насьональ»
- Победитель уругвайской Примеры (2) — 2019, 2020